# حرف پول (فیلم ۱۹۲۶)
حرف پول (انگلیسی: Money Talks) یک فیلم به کارگردانی آرچی مایو است که در سال ۱۹۲۶ منتشر شد. از بازیگران آن می‌توان به کلیر وینزر، برت روچ، اوون مور، و ند اسپارکس اشاره کرد.